# O Mossoroense
O Mossoroense é um atual portal de notícias brasileiro sediado em Mossoró, no estado do Rio Grande do Norte, e antigo jornal publicado na mesma cidade entre 1872 e 2015. Foi um dos jornais mais antigos em circulação no Brasil. Em Janeiro de 2016, os proprietários do jornal resolveram finda sua circulação impressa, permanecendo apenas como um portal de notícias na internet. Sua última publicação impressa ocorreu no dia 31 de Dezembro de 2015.

## Histórico
Fundado em 17 de outubro de 1872, foi um dos jornais mais lidos no Oeste Potiguar. Completou 140 anos de existência, sempre nas mãos de uma família - hoje a família Escóssia. O fundador foi Jeremias da Rocha Nogueira. Com sua morte, um seu filho, de nome João da Escóssia, que era xilógrafo, continuou com o jornal. Com o falecimento de João, seus filhos Augusto e Lauro da Escóssia assumiram o jornal por um longo tempo. Com a ditadura de Getúlio Vargas o jornal deixou de circular em 1935, por não se submeter à censura imposta pelo governo. Com a queda de Getulio, o jornal voltou a circular com a direção Lauro da Escossia, um filho de João da Escóssia. Por ocasião da ditadura militar o jornal também deixou de circular, voltando somente depois que o país voltou à normalidade com as eleições diretas.[carece de fontes?] De 1946 a 1977, esteve ainda na direção do jornal o advogado Lauro da Escossia Filho. Hoje o jornal tem como editor principal o jornalista e advogado Cid Augusto da Escóssia Rosado, descendente de dois dos fundadores do jornal, o que significa dizer que, ao completar 140 anos, o jornal continua nas mãos da mesma família. 
Nos dias atuais, na sede do jornal existem apenas os arquivos do ano de 1892, pois os demais foram destruídos em uma enchente no ano de 1895, quando as águas do Rio Apodi/Mossoró invadiram as oficinas, danificando as máquinas e destruindo os jornais. Da primeira edição do Mossoroense restou apenas alguns pedaços. O restante da coleção, começando do número 6 está no Museu Municipal de Mossoró.

## Evolução
A partir do começo da década de 70, O Mossoroense decidiu investir em equipamentos mais modernos. O Mossoroense adquiriu a Marinone, na época um grande feito e um grande investimento. Logo depois veio o computador gráfico, em seguida o sistema de fotomecânica e finalmente os computadores a laser.

## Era digital
Em 1999 foi a vez da implantação do endereço eletrônico. A partir daí a velocidade da informação ficou ainda maior, agilizando o acesso dos leitores ao conteúdo do jornal mais antigo do Estado e terceiro a ser fundado no Brasil.
De acordo com dados do jornal são 1.500 acessos por dia e 10.000 page views, a página de O Mossoroense confirma ser um dos sites jornalísticos mais visitados da região. Algumas das inovações do site: carregamento mais rápido das páginas, melhor localização das matérias, links de acessos a serviços em favor da comunidade e banners reservados para a divulgação de empresas que se interessem pelo serviço.
Em 31 de Dezembro de 2015 circulou a última edição impressa do O Mossoroense, a empresa que publicava o mesmo divulgou um comunicado na qual anuncia que a partir daquela dia, somente a versão digital iria continuar e que investiria em seu portal de notícias.